# A rendszerváltás utáni magyar kormányok tagjainak listája
Ezek a személyek (voltak) a rendszerváltás után tagjai a magyar kormányoknak:
| Ábécé szerinti tartalomjegyzék                                                                           |
| --- |
| A, Á B C Cs D Dz Dzs E, É F G Gy H I, Í J K L Ly M N Ny O, Ó Ö, Ő P Q R S Sz T Ty U, Ú Ü, Ű V W X Y Z Zs |

## A, Á
- Andrásfalvy Bertalan (1931) művelődési és közoktatási miniszter 1990–1993
- Antall József (1932–1993) miniszterelnök 1990–1993

## B
- Baja Ferenc (1955) környezetvédelmi és területfejlesztési miniszter 1994–1998
- Bajnai Gordon (1968) önkormányzati és területfejlesztési miniszter 2007–2008, nemzeti fejlesztési és gazdasági miniszter 2008–2009, miniszterelnök 2009–2010
- Balázs Péter (1941) külügyminiszter 2009–2010
- Balog Zoltán (1958) emberi erőforrások minisztere 2012–2018
- Balsai István (1947–2020) igazságügy-miniszter 1990–1994
- Bárándy Péter (1949) igazságügy-miniszter 2002–2004
- Baráth Etele (1942) európai ügyekért felelős tn. miniszter 2004–2006
- Békesi László (1942) pénzügyminiszter 1994–1995
- Benkő Tibor (1955) honvédelmi miniszter 2018–2022
- Bod Péter Ákos (1951) ipari és kereskedelmi miniszter  1990–1991
- Bóka János (1978) európai ügyekért felelős tn. miniszter 2023–
- Bokros Lajos (1954) pénzügyminiszter 1995–1996
- Boros Imre (1947) PHARE-ügyekért felelős tn. miniszter 1998–2002, mb. földművelésügyi és vidékfejlesztési miniszter 2001
- Boross Péter (1928) polgári titkosszolgálatokat felügyelő tn. miniszter 1990, belügyminiszter 1990–1993, miniszterelnök 1993–1994
- Botos Katalin (1941) bankügyekért felelős tn. miniszter 1990–1992
- Bozóki András (1959) nemzeti kulturális örökség minisztere 2005–2006
- Burány Sándor (1956) foglalkoztatáspolitikai és munkaügyi miniszter 2003–2004

## C
- Chikán Attila (1944) gazdasági miniszter 1998–2000

## Cs
- Csák János (1962) kulturális és innovációs miniszter 2022–2024
- Csehák Judit (1940) egészségügyi, szociális és családügyi miniszter 2002–2003
- Csiha Judit (1950) privatizációért felelős tn. miniszter 1996–1998
- Csillag István (1951) gazdasági és közlekedési miniszter 2002–2004
- Csizmár Gábor (1954) foglalkoztatáspolitikai és munkaügyi miniszter 2004–2006

## D
- Dávid Ibolya (1954) igazságügy-miniszter 1998–2002
- Demeter Ervin (1954) polgári titkosszolgálatokért felelős tn. miniszter 2000–2002
- Deutsch Tamás (1966) ifjúsági és sportminiszter 1999–2002
- Draskovics Tibor (1955) pénzügyminiszter 2004–2005, kormányzati koordinációért felelős tn. miniszter 2007–2008, igazságügyi és rendészeti miniszter 2008–2009
- Dunai Imre (1939–2004) ipari, kereskedelmi és idegenforgalmi miniszter 1995–1996

## F
- Fazakas Szabolcs (1947–2020) ipari, kereskedelmi és idegenforgalmi miniszter 1996–1998
- Fazekas Sándor (1963) vidékfejlesztési miniszter 2010–2014, földművelésügyi miniszter 2014–2018
- Fellegi Tamás (1956) nemzeti fejlesztési miniszter 2010–2011, egyes nemzetközi pénzügyi szervezetekkel való kapcsolattartásért felelős tárca nélküli miniszter 2011–2012
- Ficsor Ádám (1980) a polgári titkosszolgálatokat felügyelő tn. miniszter 2009
- Fodor Gábor (1962) művelődési és közoktatási miniszter 1994–95, környezetvédelmi és vízügyi miniszter 2007–2008
- Fónagy János (1942) közlekedési és vízügyi miniszter 2000–2002
- Forgács Imre (1949–2022) igazságügyi és rendészeti miniszter 2009–2010
- Für Lajos (1930–2013) honvédelmi miniszter 1990–1994
- Füzessy Tibor (1928–2023) polgári titkosszolgálatokat felügyelő tn. miniszter 1992–1994

## G
- Gálszécsy András (1933–2021) polgári titkosszolgálatokat felügyelő tn. miniszter 1990–1992
- Gerbovits Jenő (1925–2011) földtulajdonnal kapcsolatos rehabilitációért felelős tn. miniszter 1990–1991
- Gergátz Elemér (1942–2019) földművelésügyi miniszter 1991–1993
- Gógl Árpád (1939) egészségügyi miniszter 1998–2001
- Göncz Kinga (1947) esélyegyenlőségért felelős tn. miniszter 2004, ifjúsági, családügyi és esélyegyenlőségi miniszter 2004–2006, külügyminiszter 2006–2009
- Görgey Gábor (1929–2022) nemzeti kulturális örökség minisztere 2002–2003
- Gráf József (1946) földművelésügyi és vidékfejlesztési miniszter 2005–2010
- Gulyás Gergely (1981) Miniszterelnökséget vezető miniszter 2018–

## Gy
- Gyenesei István (1948–2024) önkormányzati miniszter 2008–2009
- Győriványi Sándor (1927–2007) munkaügyi miniszter 1990–1991
- Gyurcsány Ferenc (1961) gyermek-, ifjúsági és sportminiszter 2003–2004, miniszterelnök 2004–2009
- Gyurkó János (1952–1996) környezetvédelmi és területfejlesztési miniszter 1993–1994

## H
- Hámori József (1932–2021) nemzeti kulturális örökség minisztere 1998–1999
- Hankó Balázs (1978) kulturális és innovációs miniszter 2024–
- Harrach Péter (1947) szociális és családügyi miniszter 1998–2002
- Hende Csaba (1960) honvédelmi miniszter 2010–2015
- Herczog László (1949) szociális és munkaügyi miniszter 2009–2010
- Hiller István (1964) nemzeti kulturális örökség minisztere 2003–2005, oktatási és kulturális miniszter 2006–2010
- Hónig Péter (1952) közlekedési, hírközlési és energiaügyi miniszter 2009–2010
- Horn Gyula (1932–2013) miniszterelnök 1994–1998
- Horváth Ágnes (1973) egészségügyi miniszter 2007–2008
- Horváth Balázs (1942–2006) belügyminiszter 1990, határon túli magyar ügyekben felelős tn. miniszter 1990–1991, Ogy.-sel való kapcsolattartásért és sportirányításért felelős tn. miniszter 1992–1993

## J
- Jánosi György (1954) gyermek-, ifjúsági és sportminiszter 2002–2003
- Járai Zsigmond (1951) pénzügyminiszter 1998–2001
- Jeszenszky Géza (1941) külügyminiszter 1990–1994
- Juhász Endre (1944) európai ügyekért felelős tn. miniszter 2003–2004
- Juhász Ferenc (1960) honvédelmi miniszter 2002–2006
- Juhász Gábor (1963) a polgári titkosszolgálatokért felelős tn. miniszter 2009–2010

## K
- Kádár Béla (1934) nemzetközi gazdasági kapcsolatok minisztere 1990–1994
- Kákosy Csaba (1969) gazdasági és közlekedési miniszter 2007–2008
- Kásler Miklós (1950) emberi erőforrások minisztere 2018–2022
- Katona Béla (1944) polgári titkosszolgálatokért felelős tn. miniszter 1994–1995
- Katona Kálmán (1948–2017) közlekedési, hírközlési és vízügyi miniszter 1998–2000
- Keleti György (1946–2020) honvédelmi miniszter 1994–1998
- Keresztes K. Sándor (1944) környezetvédelmi és területfejlesztési miniszter 1990–1993
- Kiss Elemér (1944) Miniszterelnöki Hivatalt vezető miniszter 2002–2003
- Kiss Gyula (1954) politikai rehabilitációval foglalkozó érdekképviseleti szervekkel való kapcsolattartásért felelős tn. miniszter 1990–1991, munkaügyi miniszter 1991–1994
- Kiss Péter (1959–2014) munkaügyi miniszter 1995–1998, foglalkoztatáspolitikai és munkaügyi miniszter 2002–2003, Miniszterelnöki Hivatalt vezető miniszter 2003–2006, szociális és munkaügyi miniszter 2006–2007, Miniszterelnöki Hivatalt vezető miniszter 2007–2009, a társadalompolitika összehangolásáért felelős tn. miniszter 2009–2010
- Kolber István (1954) regionális fejlesztésért és felzárkóztatásért felelős tn. miniszter 2004–2006
- Kóka János (1972) gazdasági és közlekedési miniszter 2004–2007
- Kónya Imre (1947) belügyminiszter 1993–1994
- Kóródi Mária (1950) környezetvédelmi és vízügyi miniszter 2002–2003
- Kósa Lajos (1964) megyei jogú városok fejlesztéséért felelős tn. miniszter 2017–2018
- Kósáné Kovács Magda (1940–2020) munkaügyi miniszter 1994–1995
- Kovács Kálmán (1957) informatikai és hírközlési miniszter 2002–2006
- Kovács László (1939) külügyminiszter 1994–1998, 2002–2004
- Kovács Pál (1940–2000) népjóléti miniszter 1994–1995
- Kökény Mihály (1950) népjóléti miniszter 1996–1998, egészségügyi, szociális és családügyi miniszter 2003–2004
- Kövér László (1959) polgári titkosszolgálatokért felelős tn. miniszter 1998–2000
- Kuncze Gábor (1950) belügyminiszter 1994–1998
- Kupa Mihály (1941–2024) pénzügyminiszter 1990–1993

## L
- Lakos László (1945) földművelésügyi miniszter 1994–1996
- Lamperth Mónika (1957) belügyminiszter 2002–2006, önkormányzati és területfejlesztési miniszter 2006–2007, szociális és munkaügyi miniszter 2007–2008
- Lantos Csaba (1962) energiaügyi miniszter 2022–
- László Csaba (1962) pénzügyminiszter 2002–2004
- Latorcai János (1944) ipari, kereskedelmi és idegenforgalmi miniszter 1993–1994
- Lázár János (1975) Miniszterelnökséget vezető miniszter 2014–2018, építési és beruházási miniszter 2022–
- Lévai Katalin (1954) esélyegyenlőségért felelős tn. miniszter 2003–2004
- Ligetvári Ferenc (1941) környezetvédelmi miniszter 2000
- Lotz Károly (1937) közlekedési, hírközlési és vízügyi miniszter 1994–1998

## M
- Mádl Ferenc (1931–2011) az MTA és a tudomány felügyeletéért felelős tn. miniszter 1990–1993, művelődési és közoktatási miniszter 1993–1994
- Mager Andrea (1966) a nemzeti vagyon kezeléséért felelős tn. miniszter 2018–2022
- Magyar Bálint (1952) művelődési és közoktatási miniszter 1996–98, oktatási miniszter 2002–2006
- Martonyi János (1944) külügyminiszter 1998–2002, 2010–2014
- Matolcsy György (1955) gazdasági miniszter 2000–02, nemzetgazdasági miniszter 2010–2013
- Medgyessy Péter (1942) pénzügyminiszter 1996–98, miniszterelnök 2002–2004
- Mikola István (1947) egészségügyi miniszter 2001–2002
- Molnár Csaba (1975) közlekedési, hírközlési és energiaügyi miniszter 2008–2009, a Miniszterelnöki Hivatalt vezető miniszter 2009–2010
- Molnár Károly (1944–2013) kutatás-fejlesztésért felelős tn. miniszter 2008–2009
- Molnár Lajos (1946–2015) egészségügyi miniszter 2006–2007

## N
- Nagy Ferenc József (1923–2019) földművelési miniszter 1990–1991, kárpótlásért felelős tn. miniszter 1991–1994
- Nagy Frigyes (1939) földművelésügyi miniszter 1996–1998
- Nagy István (1967) agrárminiszter 2018–
- Nagy Márton (1976) gazdaságfejlesztésért felelős tn. miniszter 2022, gazdaságfejlesztési miniszter 2023, nemzetgazdasági miniszter 2024–
- Navracsics Tibor (1966) közigazgatási és igazságügyi miniszter 2010–2014, külgazdasági és külügyminiszter 2014, területfejlesztésért és az uniós források felhasználásáért felelős tn. miniszter 2022–2023, közigazgatási és területfejlesztési miniszter 2024–
- Németh Imre (1955) földművelési és vidékfejlesztési miniszter 2002–2005
- Németh Lászlóné (1953) nemzeti fejlesztési miniszter 2011–2014
- Nikolits István (1946) polgári titkosszolgálatért felelős tn. miniszter 1995–1998
- Nógrádi László (1947) közlekedési és vízügyi miniszter 2000
- Novák Katalin (1977) családokért felelős tn. miniszter 2020–2021

## O, Ó
- Orbán Viktor (1963) miniszterelnök 1998–2002, 2010–
- Oszkó Péter (1973) pénzügyminiszter 2009–2010

## P
- Pál László (1942–2017) ipari és kereskedelmi miniszter 1994–1995
- Pálinkás József (1952) oktatási miniszter 2001–2002
- Palkovics László (1965) innovációs és technológiai miniszter 2018–2022, technológiai és ipari miniszter 2022
- Pepó Pál (1955) környezetvédelmi miniszter 1998–2000
- Persányi Miklós (1950) környezetvédelmi és vízügyi miniszter 2003–2007
- Petrétei József (1958) igazságügy-miniszter 2004-2006, igazságügyi és rendészeti miniszter 2006–2007
- Pintér Sándor (1948) belügyminiszter 1998–2002, 2010–, miniszterelnök-helyettes 2018–22
- Pokorni Zoltán (1962) oktatási miniszter 1998–2001
- Pungor Ernő (1923–2007) Országos Műszaki Fejlesztési Bizottság elnöke tn. miniszteri rangban 1990–1994

## R
- Rabár Ferenc (1929–1999) pénzügyminiszter 1990
- Rácz Jenő (1953) egészségügyi miniszter 2004–2006
- Réthelyi Miklós (1939) nemzeti erőforrások minisztere 2010–2012
- Rockenbauer Zoltán (1960) nemzeti kulturális örökség minisztere 2001–2002
- Rogán Antal (1972) miniszterelnöki kabinetirodát vezető miniszter 2015–

## S
- Schamschula György (1944) közlekedési, hírközlési és vízügyi miniszter 1993–1994
- Semjén Zsolt (1962) nemzetpolitikáért felelős tn. miniszter 2010–2018, nemzetpolitikáért, nemzetiségekért és egyházügyért felelős tn. miniszter 2018–2022, nemzetpolitikáért, nemzetiségpolitikáért, egyházpolitikáért és egyházdiplomáciáért felelős tn. miniszter 2022–, miniszterelnök-helyettes 2010–
- Seszták Miklós (1968) nemzeti fejlesztési miniszter 2014–2018
- Siklós Csaba (1941) közlekedési, hírközlési és vízügyi miniszter 1990–1993
- Simicskó István (1961) honvédelmi miniszter 2015–2018
- Somogyi Ferenc (1945–2021) külügyminiszter 2004–2006
- Stumpf István (1957) Miniszterelnöki Hivatalt vezető miniszter 1998–2002
- Suchman Tamás (1954–2023) privatizációs ügyekért felelős tn. miniszter 1995–1996, ipari, kereskedelmi és idegenforgalmi miniszter 1996
- Surján László (1941) népjóléti miniszter 1990–1994
- Süli János (1956) a paksi atomerőmű két új blokkjának tervezéséért, megépítéséért és üzembe helyezéséért felelős tn. miniszter 2017–2022

## Sz
- Szabó György (1947) népjóléti miniszter 1995–1996
- Szabó Imre (1953) környezetvédelmi és vízügyi miniszter 2008–2010
- Szabó Iván (1934–2005) ipari, kereskedelmi és idegenforgalmi miniszter 1990–1993, pénzügyminiszter 1993–1994
- Szabó János (1937–2021) földművelésügyi miniszter 1993–1994
- Szabó János (1941) honvédelmi miniszter 1998–2002
- Szabó Pál (1947) közlekedési, hírközlési és energiaügyi miniszter 2008
- Szabó Tamás (1953) privatizációért felelős tn. miniszter 1992–1994
- Szalay-Bobrovniczky Kristóf (1970) honvédelmi miniszter 2022–
- Székely Tamás (1955) egészségügyi miniszter 2008–2010
- Szekeres Imre (1950) honvédelmi miniszter 2006–2010
- Szijjártó Péter (1978) külgazdasági és külügyminiszter 2014–
- Szilvásy György (1958) Miniszterelnöki Hivatalt vezető miniszter 2006–2007, polgári titkosszolgálatokért felelős tn. miniszter 2007–2009
- Szűcs Erika (1951) szociális és munkaügyi miniszter 2008–2009

## T
- Takács Albert (1955) igazságügyi és rendészeti miniszter 2007–2008
- Torgyán József (1932–2017) földművelésügyi és vidékfejlesztési miniszter 1998–2001
- Trócsányi László (1956) igazságügy-miniszter 2014–2019
- Turi-Kovács Béla (1935–2023) környezetvédelmi miniszter 2000–2002
- Tuzson Bence (1972) igazságügy-miniszter 2023–

## V
- Varga Judit (1980) igazságügy-miniszter 2019–2023
- Varga Mihály (1965) pénzügyminiszter 2001–2002, egyes nemzetközi pénzügyi szervezetekkel való kapcsolattartásért felelős tn. miniszter 2012–2013, nemzetgazdasági miniszter 2013–2018, miniszterelnök-helyettes 2018–2022, pénzügyminiszter 2018–2024
- Varga Zoltán (1952) önkormányzati miniszter 2009–2010
- Vastagh Pál (1946) igazságügy-miniszter 1994–1998
- Veres János (1957) pénzügyminiszter 2005–2009
- Vonza András (1955) földművelésügyi és vidékfejlesztési miniszter 2001–2002

## Megjegyzés
tn. = tárcanélküli
Ogy. = Országgyűlés